# Mictopsichia
Mictopsichia là một chi bướm đêm thuộc phân họ Tortricinae của họ Tortricidae.

## Các loài
- Mictopsichia callicharis Meyrick, 1921
- Mictopsichia durranti Walsingham, 1914
- Mictopsichia fuesliniana (Stoll, in Cramer, 1781)
- Mictopsichia gemmisparsana (Walker, 1863)
- Mictopsichia godmani Walsingham, 1914
- Mictopsichia hubneriana (Stoll, in Cramer, 1791)
- Mictopsichia miocentra Meyrick, 1920
- Mictopsichia ornatissima (Dognin, 1909)
- Mictopsichia pentargyra Meyrick, 1921
- Mictopsichia periopta Meyrick, 1913
- Mictopsichia renaudalis (Stoll, in Cramer, 1791)